# الخوتوو
الخوتوو (روسی: Эльхотово) یک منطقهٔ مسکونی در روسیه است که در اوستیای شمالی-آلانیا واقع شده‌است.